# 응게룰무드

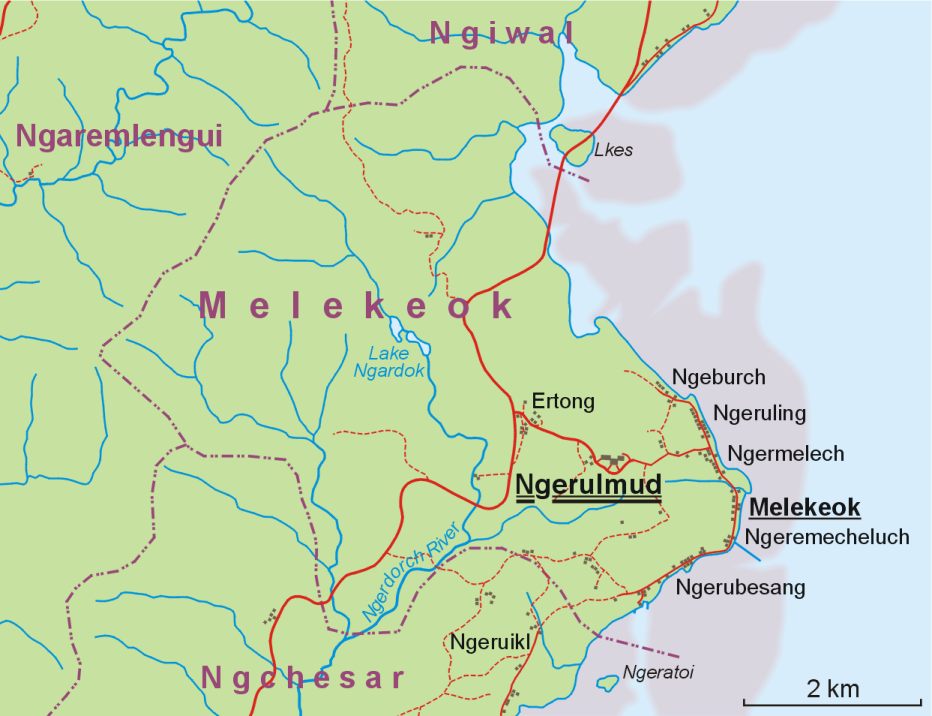
응게룰무드가 위치한 멜레케오크 주의 지도

응게룰무드(팔라우어: Ngerulmud [ŋəˈɾulmuð])는 팔라우의 공식 수도이다. 바벨다오브섬에 위치하며 행정 구역상으로는 멜레케오크 주에 속한다. 팔라우의 옛 수도였던 코로르로부터 약 20km, 멜레케오크에서 북서쪽으로 약 2km 정도 떨어진 곳에 위치한다. 정주 인구가 없는 구역이기 때문에 세계에서 인구가 가장 적은 수도로도 알려져 있다.

## 천도
1981년에 시행한 팔라우 공화국 헌법에 따르면 "코로르를 임시 수도로 하며 (헌법 발효일로부터) 10년 이내에 바벨다오브섬을 팔라우의 항구적인 수도로 지정한다."라고 명기되어 있었지만 계획은 진행되지 않고 방치되어 있었다. 1999년 구니오 나카무라 전직 팔라우 대통령이 천도 계획을 입안했고 중화민국 정부로부터 제공받은 차관을 이용해 의회 등의 건물이 건설되었다. 그리하여 팔라우 헌법 발효로부터 25년이 지난 2006년 10월 1일 팔라우 공화국 독립 기념일에 맞춰 코로르로부터 수도를 이전했다.
해안의 취락으로부터 조금 멀어진 언덕 위에 의회(OEK), 행정, 사법 분야의 최고 기관과 대통령궁 등이 입지하고 있다.